# NGC 3639
NGC 3639 est une galaxie spirale située dans la constellation du Lion. NGC 3639 a été découverte par l'astronome irlandais R. J. Mitchell en 1855.

## Caractéristiques
NGC 3639 est présente une large raie HI.

### Distance
Sa vitesse par rapport au fond diffus cosmologique est de 5 786 ± 24 km/s, ce qui correspond à une distance de Hubble de 85,3 ± 6,0 Mpc (∼278 millions d'al).
À ce jour, trois mesures non basées sur le décalage vers le rouge (redshift) donnent une distance de 118,333 ± 3,055 Mpc (∼386 millions d'al), ce qui est à l'extérieur des valeurs de la distance de Hubble. Notons que c'est avec la valeur moyenne des mesures indépendantes, lorsqu'elles existent, que la base de données NASA/IPAC calcule le diamètre d'une galaxie et qu'en conséquence le diamètre de NGC 3639 pourrait être d'environ 26,1 kpc (∼85 100 al) si on utilisait la distance de Hubble pour le calculer.

## Trou noir supermassif
Basée sur la vitesse interne de la galaxie mesurée par le télescope spatial Hubble, la masse du trou noir supermassif au centre de la galaxie NGC 3639 serait comprise entre 4,8 et 25 millions de {\displaystyle M_{\odot }}.